# Gary Merrill
Pour les articles homonymes, voir Merrill.
Gary F. Merril est un acteur américain, né le 2 août 1915 et mort le 5 mars 1990 dans sa maison du Maine des suites d'un cancer, à l'âge de 74 ans.

## Biographie
Gary Merrill est originaire de Hartford dans le Connecticut. Après avoir suivi des cours d'art dramatique à Broadway, il fait ses débuts sur scène en 1937 dans la pièce The Eternal Road. Il fait la connaissance de Bette Davis pendant le tournage de Ève, et l'épouse peu de temps après. Le couple adopte deux enfants et divorce en 1960.

## Filmographie

### Acteur

#### Cinéma
- 1943 : This Is the Army : Backstage MP on Right (non crédité)
- 1944 : La Victoire des ailes (Winged Victory) de George Cukor : Capt. McIntyre (en tant que Cpl. Garry Merrill)
- 1949 : La Furie des tropiquesde André De Toth : Cmdr. E.T. Kramer
- 1949 : Un homme de fer de Henry King : Col. Davenport
- 1950 : Mark Dixon, détective de  Otto Preminger : Tommy Scalise
- 1950 : Mother Didn't Tell Me de Claude Binyon : Dr. Peter Roberts
- 1950 : Ève de Joseph L. Mankiewicz : Bill Simpson
- 1951 : Jezebel de Irving Rapper : George Bates
- 1951 : L'Attaque de la malle-poste : Narrateur (Voix, non crédité)
- 1951 : Le traître de Anatole Litvak : Col. Devlin
- 1951 : Les Hommes-grenouilles de Lloyd Bacon : Lt. Cmdr. Pete Vincent
- 1952 : Appel d'un inconnu Jean Negulesco : David Trask
- 1952 : Night Without Sleep de Roy Baker : Richard Morton
- 1952 : La Jeune Fille en blanc (The Girl in White) de John Sturges : Dr Seth Pawling
- 1953 : Meurtre prémédité de Andrew L. Stone : Fred Sargent
- 1954 : Dans les bas-fonds de Chicago de Joseph M. Newman : Capitaine de police John Danforth
- 1954 : The Black Dakotas de Ray Nazarro : Brock Marsh posing as Zachary Paige
- 1954 : Témoin de ce meurtre de Roy Rowland : Lawrence Mathews
- 1956 : Bermuda Affair de Edward Sutherland: Bob Scoffield
- 1956 : Navy Wife de Edward Bernds : Jack Blain
- 1958 : Crash Landing de Fred F. Sears : Capt. Steve Williams
- 1958 : The Missouri Traveler de Jerry Hopper : Doyle Magee
- 1959 : L'Aventurier du Rio Grande de Robert Parrish : Maj. Stark Colton
- 1960 : The Savage Eye de Joseph Strick : Le Poète
- 1961 : L'île mystérieuse de Cy Endfield : Gideon Spilett
- 1961 : Le Roi des imposteurs de Robert Mulligan : Pa Demara
- 1961 : Mon séducteur de père de George Seaton : James Dougherty
- 1962 : Citoyen de nulle part de John Sturges : Max Wilson
- 1963 : Hong Kong un addio de Gian Luigi Polidoro
- 1965 : The Woman Who Wouldn't Die de Gordon Hessler : Raymond Garth
- 1966 : Destination Inner Space de Francis D. Lyon : Dr. LaSatier
- 1966 : L'Ombre d'un géant : Pentagon Chief of Staff (scène coupée)
- 1966 : Le Tour du monde sous les mers de Andrew Marton : Dr August 'Gus' Boren
- 1966 : Marqué au fer rouge de Bernard McEveety : Dub Stokes
- 1967 : Clambake de Arthur H. Nadel : Sam
- 1967 : L'Incident de Larry Peerce : Douglas McCann
- 1967 : Le Pistolero de la rivière rouge de Richard Thorpe : Squint Calloway
- 1968 : La Guerre des cerveaux de Byron Haskin : Mark Corlane
- 1968 : Più tardi Claire, più tardi... de Brunello Rondi : George Dennison
- 1969 : Amarsi male de Fernando Di Leo
- 1970 : The Secret of the Sacred Forest de Michael Du Pont : Mike Parks
- 1974 : Huckleberry Finn de Jack Lee Thompson : Pap
- 1977 : Thieves de John Berry : Street Man

#### Courts-métrages
- 1959 : Rhapsody of Steel
- 1964 : One Week in October: Cuban Missile Crisis
- 1964 : The Searching Eye

#### Télévision
Séries télévisées
- 1953 : Danger
- 1953 : Robert Montgomery Presents : Felice Benuzzi
- 1953 : The Ed Sullivan Show : Lui-même
- 1953 : Willys Theatre Presenting Ben Hecht's Tales of the City
- 1953-1954 : The United States Steel Hour (en) : Dennis / Wakeman / Major Mead
- 1954 : The Mask : Walter Guilfoyle
- 1954-1955 : Justice : Jason Tyler
- 1955 : Star Stage (en)
- 1956 : Person to Person : Lui-même
- 1956 : The 20th Century-Fox Hour : David Trask / Alan Byrnes
- 1956-1957 : The Alcoa Hour : Johnny Davis / Walter Keyser
- 1957 : La Grande caravane : Zeke Thomas
- 1957 : Schlitz Playhouse of Stars : John Beasley / Nash
- 1957 : Suspicion
- 1957 : This Is Your Life : Lui-même
- 1957-1958 : The Loretta Young Show : Bill Masters / Lou Mason
- 1957-1959 : Playhouse 90 : Louis / McBurnie / Walter Hubbard
- 1957-1960 : Alfred Hitchcock présente : Cash Bentley / Joseph Pond / Carl Adams / ...
- 1957-1961 : Zane Grey Theater : Ken Kenyon / Luke Cannon / Noah Rawlins / ...
- 1958 : Cimarron City (en) : Joshua Newton
- 1958 : Jane Wyman Presents The Fireside Theatre : Dicksen
- 1958 : Pursuit : Det. Eddie Hackett
- 1958 : Rendezvous
- 1958 : Studio 57
- 1958 : Studio One in Hollywood : Paul Gormay
- 1958-1961 : General Electric Theater : John Dwight / McMasters
- 1959 : Alcoa Theatre : Dick Bowen
- 1959 : Laramie : Ed Farrell
- 1959 : New York Confidential (en)
- 1959 : Rawhide : Jed Mason
- 1959 : The Juke Box Jury : Lui-même
- 1959-1962 : The Jack Paar Tonight Show : Lui-même
- 1960 : Here's Hollywood : Lui-même
- 1960-1961 : Winston Churchill: The Valiant Years : Narrator / Lui-même - Narrator
- 1961 : La quatrième dimension : Sgt. Joseph Paradine
- 1961 : Le Gant de velours : Karl Lippert
- 1961 : Outlaws (en) : Frank Denton
- 1961 : Échec et mat : Ernie Stone
- 1962 : Alcoa Premiere (en) : Jim Hunter
- 1962 : Bus Stop : Frank Everest
- 1962 : The Dick Powell Theatre : Harry Sellers
- 1962 : The Tonight Show : Lui-même - Actor
- 1962-1963 : The Mike Douglas Show : Lui-même - Actor
- 1963 : Au-delà du réel : Dr. James Hamilton / Major Roger Brothers
- 1963 : Ben Casey : Miles Houghton
- 1963 : Combat! : Capt. August
- 1963 : Kraft Suspense Theatre : Mark Jordan
- 1963 : Sam Benedict : Sgt. Bill Merriman
- 1963 : Suspicion : Harry Jarvis / John Pemberton
- 1964 : Suspense
- 1964 : The Reporter : Lou Sheldon
- 1965 : Bob Hope Presents the Chrysler Theatre : John Perry
- 1965 : For the People : Carl Whaley
- 1965 : Le Proscrit : Aaron Shields
- 1965 : Profiles in Courage : John Marshall
- 1965 : The Doctors and the nurses : James Lloyd
- 1966 : A Man called Shenandoah : Sheriff Ben Sumner
- 1966 : Au cœur du temps : Sen. Leroy Clark
- 1966 : Voyage au fond des mers : Park
- 1967 : Hondo : Gen. Philip Sheridan
- 1969 : Then Came Bronson : Inspector Otis
- 1970 : Docteur Marcus Welby : Orlando 'Cord' Corday
- 1970 : NET Playhouse (en) : Barney
- 1972-1973 : Le jeune docteur Kildare : Dr. Leonard Gillespie / Dr. Gillespie
- 1973 : Médecins d'aujourd'hui : Jason Norman
- 1973 : The Wide World of Mystery : Gordon Craig
- 1974 : Kung Fu : Dan Hoyle
- 1974-1975 : Movin' On : Samson / Paul Lorimer
- 1976 : Cannon : Andrew McGill
- 1979 : The Seekers : Capt. Hull
- 1980 : The Littlest Hobo : Willie Brogan

Téléfilms
- 1964 : The Presidency: A Splendid Misery
- 1965 : Revolution in Our Time : Narrator
- 1966 : Un nommé Kiowa Jones : Marshal Duncan
- 1968 : Men from Boys: The First Eight Weeks : Narrator
- 1970 : Summer Is Forever : Eachan
- 1971 : Earth II : Walter Dietrich
- 1973 : Pueblo : Adm. Thomas E. Moorer
- 1973 : The Jackie Gleason Special : Family Doctor
- 1977 : The World of Darkness : Dr. Thomas Madsen

### Parolier

#### Cinéma
- 1974 : Huckleberry Finn

#### Télévision
Séries télévisées
- 1960 : Alfred Hitchcock présente